# Красный (Урюпинский район)
Красный — хутор в Урюпинском районе Волгоградской области России, административный центр Краснянского сельского поселения. Расположен при вершине балки Ольшанка.
Население — 416 (2010) человек. 

## История
Дата основания не установлена. Хутор относился к юрту станицы Урюпинской Хопёрского округа Земли Войска Донского (с 1870 года — Область Войска Донского). Первоначально известен как хутор Краснянский. В 1859 году на хуторе Краснянском проживало 72 мужчины и 92 женщины. К 1897 году на хуторе Красном проживало 278 мужчин и 256 женщин, из них грамотных мужчин — 98, женщин — 8. Согласно алфавитному списку населённых мест Области Войска Донского 1915 года на хуторе проживало 244 мужчины и 255 женщин, земельный надел составлял 2728 десятин.
В 1921 году хутор был включён в состав Царицынской губернии. С 1928 года — в составе Урюпинского района Хопёрского округа (упразднён в 1930 году) Нижне-Волжского края (с 1934 года — Сталинградского края, с 1936 года Сталинградской области, с 1961 года — Волгоградской области).

## География
Хутор находится в степной местности, при вершине балки Ольшанка (бассейн реки Хопёр), в пределах Хопёрско-Бузулукской равнины, являющейся южным окончанием Окско-Донской низменности в 200 км к югу от среднего значения климато- и ветро- разделяющей оси Воейкова. Центр хутора расположен на высоте около 140 метров над уровнем моря. Почвы — чернозёмы обыкновенные.
Автомобильной дорогой с твёрдым покрытием хутор связан с городом Урюпинск (24 км). По автомобильным дорогам расстояние до областного центра города Волгоград составляет 350 км. Ближайший населенный пункт — хутор Кухтинский, расположенный в 1,6 км к северу от хутора Красный, в 4 км к северу расположен хутор Серковский.
Климат
Климат умеренный континентальный (согласно классификации климатов Кёппена — Dfb). Многолетняя норма осадков — 481 мм. В течение города количество выпадающих атмосферных осадков распределяется относительно равномерно: наибольшее количество осадков выпадает в мае и июне — 53 мм, наименьшее в феврале — 27 мм. Среднегодовая температура положительная и составляет + 6,5 °С, средняя температура самого холодного месяца января −9,4 °С, самого жаркого месяца июля +21,2 °С.
Часовой пояс
Красный, как и вся Волгоградская область, находится в часовой зоне МСК (московское время). Смещение применяемого времени относительно UTC составляет +3:00.

## Население
Динамика численности населения по годам:
| 1859 | 1873 | 1897 | 1915 | 1987 | 2002 |
| ---- | ---- | ---- | ---- | ---- | ---- |
| 164  | 325  | 534  | 499  | ≈480 | 488  |

| 2010 |
| ---- |
| 416  |